# ARA Moreno
Le ARA Moreno est un cuirassé de classe Rivadavia construit pour la Marine argentine. Il était le sister-ship de l'ARA Rivadavia.